# Гаплогрупа E1b1b

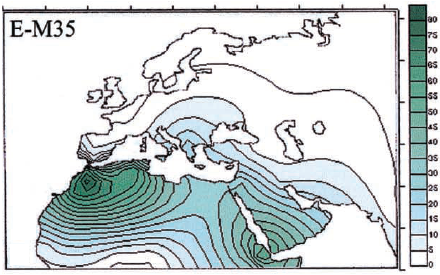
Поширення E-M35

Гаплогру́па E1b1b, або Гаплогрупа E-M215 — гаплогрупа людської Y-хромосоми. Є відгалуженням гаплогрупи E. E1b1b сформувалася 42300 років тому.
За даними Familytree DNA, 33 з 603 (5,5 %) чоловіків-українців є носіями E1b1b.

## Географічне й етнічне поширення E1b1b (M215)
Частота галузей гаплогрупи E різниться географічно за «ефектом родоначальника», коли невелика група носіїв новокам'яної, бронзової та залізної діб переселялося на нове місце. Прикладом слугують E-V12 на півдні Єгипту, E-V13 на Балканах, E-V32 у Сомалі, E-V65 на середземноморському узбережжі Африки та E-M81 на північному заході Африки.
Поза Європою M215 з високою частотою присутня у Марокко (понад 80 %), Сомалі (80 %), Ефіопії (40 %-80 %), Тунісі (70 %), Алжирі (60 %), Єгипті (40 %), Йорданії (25 %), Палестині(20 %) та Лівані (17,5 %).
У Європі найвища частота у Косово (понад 45 %), Албанії та Чорногорії (по 27 %), Болгарії (23 %), Македонії та Греції (по 21 %), Кіпрі (20 %), Сицилії (20 %), Південній Італії (18,5 %), Сербії (18 %) та Румунії (15 %).
Євреї-ашкеназі мають приблизно 20 % носіїв E1b1b, що майже повністю належать її галузі E-M123.

## Походження і історія

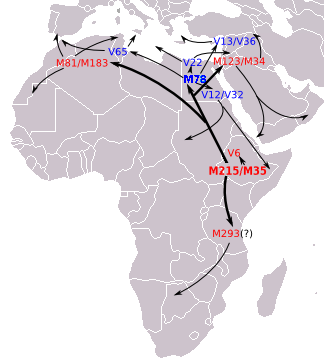
Стародавнє поширення головних галузей гаплогрупи E-M35. На мапі вказані ймовірні найранні просування E-M215 родоводів описаними у найновіших статтях.

Вважається, що гаплогрупа E1b1b з'явилася на Африканському розі приблизно 26000 років тому й поширилася у Північній Африці й у Західній Азії за пізньої давньокам'яної та середньокам'яної діб. E-Z827 сформувалася 24000 років тому, а гаплогрупа E-M78 — 20000 років тому. Родоводи гаплогрупи E1b1b пов'язані до розповсюдження афроазійських мов.
У 2016 році Лазарідісом проведене ДНК тестування натуфійської культури середньокам'яної доби в Ізраїлі. Натуфійська культура ймовірно є найстарішою археологічною культурою осілого населення. Чоловіки цього дослідження належать гаплогрупам CT й E1b1 (у тому числі два зразки E-Z827). Це є найстаріші відомі зразки гаплогрупи E1b1. За докерамічної неолітичної культури Б у Йорданії на додачу гаплогрупам CT й E1b1 також виявлені гаплогрупи H2 та T.
E1b1b не виявлено у Туреччині та Ірані новокам'яної доби. Проте її виявлено двічі серед сотень європейців новокам'яної доби. Це вказує на те, що на кінець останнього зледеніння 12000 років тому чоловіки з гаплогрупою E1b1b не були присутні ніде на Близькому Сході окрім Леванту. В часи натуфійської культури новокам'яної доби вже існувало хліборобство, як то вирощування жита. Тому хліборобство походить від корінного для племен гаплогрупи E1b1b середньокам'яного Леванту.
Сучасна найвища частота гаплогрупи E1b1b знаходиться у північно-східній Африці, особливо в Етіопії й Сомалі. Саме тут виявлені найстаріші галузі M281, V6 та V92. Багато родоводів E1b1b не знайдено серед етіоплян й сомалійців. Ці родоводи походять з Родючого Півмісяця та з'явилися у Африці за новокам'яної доби. Це стосується таких підгалузей гаплогрупи E1b1b, як V22 (12000 років тому) та V32 (10000 років тому), що нерозривно пов'язані з іншими близькосхідними гаплогрупами T1a-CTS2214 та J1-L136.

### Гіпотеза про північно-африканських неолітичних чабанів
За дослідженням Декера у 2013 році корови Італії та Іберії мають інтрогресію від африканських корів. Це можливо означає, що африканські чабани разом з коровами занесли за новокам'яної доби у Південну Європу з Північної Африки свої чабанські родоводи E-M78 та E-M123.

## E1b1b (M215)
E-M215 сформувалася 42 300 років тому. Спільний предок жив 34800 років тому.
E-M215 найбільш поширена гаплогрупа Y-хромосоми серед чоловіків у Ефіопії, Сомалі, Еритреї, у північноафриканських берберів та арабів, є одночасно 3-ю за поширення гаплогрупою у Західній Європі. Також вона часто зустрічається на Близькому Сході, звідки вона поширилася на Балкани і далі по Європі. Незвично високу для Європи (41 %) концентрацію E1b1b1 має субетнос пасьєго у іспанській Кантабрії.
Найближче розгалуження дерева E-M215:
- M215
  - M35 — усі чоловіки-українці, носії гаплогрупи E відносяться до цієї гаплогрупи
    - L539
      - M78
        - Z1919 — більша частина українців з гаплогрупою E належать до цієї галузі
          - L618
            - V13 — більша частина українців з гаплогрупою E належать до цієї галузі

          - V22 — деякі українці з гаплогрупою E належать до цієї галузі; насамперед поширена у західній Етиопії, північному Єгипті та у південному Леванті. В Європі гаплогрупа V22 пов'язана з фінікійцями та євреями.
            - Y2498
            - Y37003
            - V3262

        - Z1902
          - V12 — найбільш поширена галузь M78 на півдні Єгипту (понад 40 %), півдні Сомалі та півночі Кенії
            - Y2863
            - FGC51357

          - V65 — E-V65 головне знайдено у Північній Африці
            - Z1231

        - M521

      - V1039

    - Z827
      - Z830
        - PF1962 — менша частина українців з гаплогрупою E належать до цієї галузі
          - M123
            - M34 — українців з гаплогрупою E належать до цієї галузі
            - Y31991

          - PH2025
            - PF1974 — виявлені у Італії та Англії
            - Y35934 — виявлені в Україні та Польщі

        - V1515
          - V1486
            - Y5871 — виявлена у Саудівській Аравії та Бахрейні
            - Z1267 — виявлена у Саудівській Аравії та Кенії

          - V1700
            - V42 — виявлена у Саудівській Аравії та Португалії
            - V6 — виявлена у Саудівській Аравії та ОАЕ

      - L19
        - M81
          - PF2546
            - Z5009 — виявлена у Франції, Іспанії, Португалії, Палестині, Лівії, Мавританії, Малі (гао)
            - PF6794 — виявлена у Італії, Марокко, Лівії
            - CTS12227 — виявлені у Лівії, Алжирі та Саудівській Аравії
            - A2227 — виявлені у Алжирі, Марокко, Лівії, Італії та Данії
            - FGC22844 — виявлені у Західній Сахарі та Італії
            - A930 — виявлена у Англії
            - MZ99
            - PF2578 — виявлена у Італії
            - MZ117 — виявлена у Англії

          - A5604 — виявлена у Лівані

        - PF2431
          - PF2438
            - Y10561 — виявлена у Німеччині, Швейцарії, Іспанії, Алжирі й Тунисі
            - PF2440 — виявлена у Італії та Іспанії

  - V16

### E-V12
E-V12 сформувалася 11800 років тому. Загальний предок жив 10000 років тому.
V12 найбільш поширена галузь M78 на півдні Єгипту (понад 40 %), півдні Сомалі та півночі Кенії. Помірна присутність V12* на Близькому Сході (Йорданія, Бахрейн, Саудівська Аравія), у Європі (за виключенням Північної) вказує, що вона могла бути невеликою неолітичною галуззю.
Найближче розгалуження дерева E-V12:
- V12
  - Y2863
    - CTS693
    - FGC14377
      - V32 — виявлена у Йорданії, Саудівській Аравії, Кувейті, Бахрейні, Єгипті, Сомалі та Кенії

    - CTS693
      - Y6730 — виявлена у Італії, Англії, Ірландії, Росії, Німеччині, Туреччині, Сирії та Саудівській Аравії
      - SK872 — виявлена у Саудівській Аравії

  - FGC51357 — виявлена на Бахрейні

### E-V65
E-V65 сформувалася 11800 років тому. Загальний предок жив 2800 років тому.
E-V65 головне знайдено у Північній Африці з максимум у 20—30 % у Лівії, Тунісі та північному Марокко. Відсутність V65 на Африканському розі вказує на її походження з Північної Африки. З частотою 0,5 %-5 % виявлені у Єгипті, Греції, півдні Італії й Сицилії. Подібна частота серед ізольованих народів сардинців та басків, що найміцніше пов'язані з середньокам'яним та новокам'яним населенням Європи та у яких відсутня гаплогрупа E-V13. V65 відсутня у Леванті, на Балканах та у поза-середземноморській Європі, що спростовує неолітичне поширення. Широке поширення у Північній Африці та невелике у Південній Європі де сильні історичні зв'язки з Африкою вказує на міграційне походження E-V65 у Європі. До Італії міграція виникла за фінікійських та карфагенських часів (1000—146 роки до н. е.) до Вандальського королівства. До Греції V65 потрапила зі стародавніх колоній у Киренаїці. В Іберії V65 міг потрапити з пізньо-давньокам'яної доби.
Найближче розгалуження дерева E-V65:
- V65
  - Z1231
    - Y22839
      - CTS194 — виявлені у Італії, Німеччині й Марокко
      - BY8823 — виявлена у Палестині, Італії, Польща, Нідерландах

### E-V13
E-V13 сформувалася 7600 років тому. Загальний предок жив 5100 років тому.
Більша частина українців (23 з 30 носіїв; 77 %) з гаплогрупою E належать до цієї галузі. З достатньо досліджених (10 зразків) 5 належать до Z5018, 3 — Z5017, по одному до L540 та S7461.
Найближче розгалуження дерева E-V13:
- V13
  - Z1057
    - CTS1273 — більша частина українців з гаплогрупою E належать до цієї галузі
      - Z5017 — виявлена у Європі в Болгарії, Македонії, Албанії, Греції, Боснії, Хорватії, Україні, Італії, Португалії, Англії, Норвегії, Швеції
      - Z5018 — виявлена у Європі в Албанії, Болгарії, Україні, Польщі, Німеччині, Італії, Іспанії, Португалії, Англії, Шотландії, Ірландії, Норвегії, Швеції й Росії
      - L540 — виявлена у Європі в Україні, Польщі, Чехії, Німеччині, Швеції, Норвегії й Росії
      - Y16729 — виявлена у Європі у Болгарії, Ірландії та у Західній Азії в ОАЕ
      - S7461 — виявлена у Західній Азії у Лівані, Саудівській Аравії та у Європі у Україні, Швейцарії, Бельгії, Англії, Швеції
      - Y19508 — виявлена у Німеччині та Вельсі
      - Y35953 — виявлена у Словаччині, Польщі, Італії та Англії
      - Y36298
      - BY6527 — виявлена в Італії

    - Y30977
      - Y37092 — виявлена у Швеції й Ірландії
      - Y30976 — виявлена в Польщі

#### Асиміляція неолітичних європейців E-V13 індоєвропейцями
Гаплогрупа V13 охоплює 80 % з достатньо досліджених зразків E1b1b, або 4,4 % чоловіків-українців.
З 69 зразків Y-ДНК з новокам'яної доби Європи тільки 2 належать до E1b1b:
1. Один належить до E-M78 з Сопотської культури в Угорщині (5000—4800 до н. е.).
2. Інший належить до E-M78 або можливо до E-V13 з північно-східної Іспанії приблизно 5000 року до н. е.

Наразі не відомо чи E-M78 з'явилася у Європі за середньокам'яної доби, чи вони були частиною новокам'яної хліборобської колонізації. Зрозуміло, що E-M78 не був головним новокам'яним родоводом Європи. Землеробська цивілізація, що поширилася з Родючого Півмісяця на Балкани (культура Сескло у Фессалії) до північного Середземномор'я (культура серцеподібної кераміки). Раніше серед дослідників була поширена думка щодо у Європі E-V13 та інших родоводів E1b1b ефектом одного родоначальника.
Сучасне поширення середземноморської E-V13 присутнє у всій Європі, навіть у Скандинавії, Фінляндії та східно-балтійських країнах. Притому у Північній Європі майже відсутні неолітичні гаплогрупи G2a (європейська G2a-Z1815), J1 та T (проте присутня у Естонії)). Гаплогрупа G2a виявлена на всіх досліджених неолітичних місцинах, тому її відсутність у сучасній Північній Європі вказує, що на Півночі неолітичні родоводи не вижили. Отже E-V13 не з'явилася у Північній Європі з новокам'яної доби.
Гаплогрупа E-V13 виділилася з E-M78 приблизно 7600 років тому, коли неолітичні хлібороби просувалися Балканами та Наддунав'ям. Усі сучасні носії E-V13 походять від спільного предка, що жив 5100 років тому. Також майже усі вони походять від спільного пращура, що отримав CTS1273 мутацію, що жив 4000 років тому за бронзової доби. Відразу, 4000 років тому, після цього пращура CTS1273 розділилася на дев'ять колін. Потім протягом декількох наступних сторіч галуззя CTS1273 сильно розмножилися та поширилися, так що невелика E-V13 стало одною з основних чоловічих родоводів, що просунулися за межі Європи до східних меж Середземномор'я, на Кавказ, Курдистан, Іран та до Сибіру.
Таке швидке просування в усіх частинах Європи вказує на те, що E-V13 належала до панівного прошарку суспільства бронзової доби. Таке поширення стало можливим єдиним поширенням тієї доби — поширенням індо-європейців R1b та R1a з українсько-російських степів на решту Європи. Найщільного поширення E-V13 набула у Центральній Європі. Найбільш обґрунтованим поясненням є виникнення E-V13 з E-M78 на Балканах або у Центральній Європі за новокам'яної доби та асиміляція та поширення E-V13 індо-європейцями R1b та R1a всією Європою.
E-V13 однаково поширена як у країнах з домінуваннях R1a, так й R1b індоєвропейських гаплогруп. Таке мало статися за доби Трипільської культури у степах України, Молдови та Румунії, або на півдні Центральної Європи, наприклад в Угорщині, коли індоєвропейські кочовики R1a та R1b змішалися з європейськими неолітичними скотарями Південно-Східної Європи гаплогрупи E-V13. R1a ототожнюється з культурою шнурової кераміки, що була поширена у Північно-Східній й Центральній Європі та Фенноскандії. Культура шнурової кераміки просунулася у південно-східному напрямі утворила синташтинську культуру й більш охоплюючу андронівську культурно-історичну спільноту завдяки яким у Центральну, Західну та Південну Азію просунулися «пра-слов'янські племена» R1a-Z93 та R1b-Z2103, що стали основою народів іранської та індійської мовних груп. Відносно великий відсоток E-V13 серед курдів, персів, у Сибіру й на Алтаї пояснюється саме таким просуванням за бронзової доби.

### E-V22
E-V22 сформувалася 12100 років тому. Загальний предок жив 8500 років тому.
Деякі українці з гаплогрупою E належать до цієї галузі. Гаплогрупа насамперед поширена у західній Ефіопії, північному Єгипті та у південному Леванті. В Європі гаплогрупа V22 пов'язана з фінікійцями та євреями. Фінікійці принесли E-V22 на Сицилію, Сардинію, у південну Іспанію та Магриб. Євреї принесли її до Греції, Італії та Іспанії.
Найближче розгалуження дерева E-V22:
- V22
  - Y2498
    - L1250
      - PH2818 — виявлені у Італії, Англії, Вельсі, Ірландії, Сирії, Ливані, Ізраїлі, Іраці, Ірані, Азербайджані, Саудівській Аравії, Кувейті, Катарі, ОАЕ та Пакистані
      - FGC2726 — виявлені у Азербайджані (Ленкорань)
      - Y2530_2

  - Y37003 — виявлені у Польщі
  - V3262 — виявлені у Саудівській Аравії

### E-M123
E-M123 сформувалася 18900 років тому. Загальний предок жив 18100 років тому.
Менша частина українців з гаплогрупою E належать до цієї галузі.
Найближче розгалуження дерева E-M123:
- M123
  - M34
    - M84
      - Y5441 — виявлена В Україні, Польщі, Білорусі, Чехії, Італії, Португалії, Нідерландах, Шотландії, Туреччині, Лівані, Йорданії, Кувейті, Саудівській Аравії, Бахрейні, Катарі, Ємені, Омані

    - Z841
      - Z849 — виявлена у Греції, Угорщині, Україні, Польщі, Білорусі, Литві, Латвії, Росії, Італії, Німеччині, Швейцарії, Франції, Нідерландах, Англії, Ірландії, Вірменії, Іраку (Багдад), Кувейті, ОАЕ, Ірані (Гілан),
      - Y29605 — виявлена у Німеччині

  - Y31991
    - Y30965 — виявлена у Лівані та Катарі
      - FGC62257 — виявлена у Лівані

## Українці-носії E1b1b
Українці-носії складають 5-тий за чисельністю чоловічий родовід в Україні. Вони складають 5,5 % (33 з 603 зразків) українців-чоловіків. З достатньо досліджених зразків 77 % (23 з 30) відносяться до V13, 20 % (6 з 30) — до PF1962, 3,3 % — до V22.

## Відомі носії
- Адольф Гітлер (1889—1945) — вождь (фюрер) націонал-соціалістичної Німеччини, носій E1b1b.
- Зінедін Зідан — французький футболіст, алжирський араб, носій E-M81.
- Ніколас Кейдж (справжнє прізвище Коппола) — американський актор італійського походження, носій E-M84.
- Альберт Ейнштейн (1879—1955) — німецький фізик-теоретик, носій E-Z830.
- Наполеон I Бонапарт (1769—1821) — 1-й французький імператор, тосканський шляхтич із Корсики, носій E-M34.
- Ларрі Пейдж — співзасновник Гугл, 12-та найбагатша людина світу, носій E-V13.
- Ліндон Джонсон (1908—1973) — 36-й американський президент, за батьківським родоводом шотландець, носій E-V13.
- Орвил Вилбур Райт — перші літакобудівники та авіатори, за батьківським родоводом англійці, носії E-V13 (S7461).
- Джузеппе Гарібальді (1807—1882) — італійський військовик, об'єднувач Італії, носій E-V13.

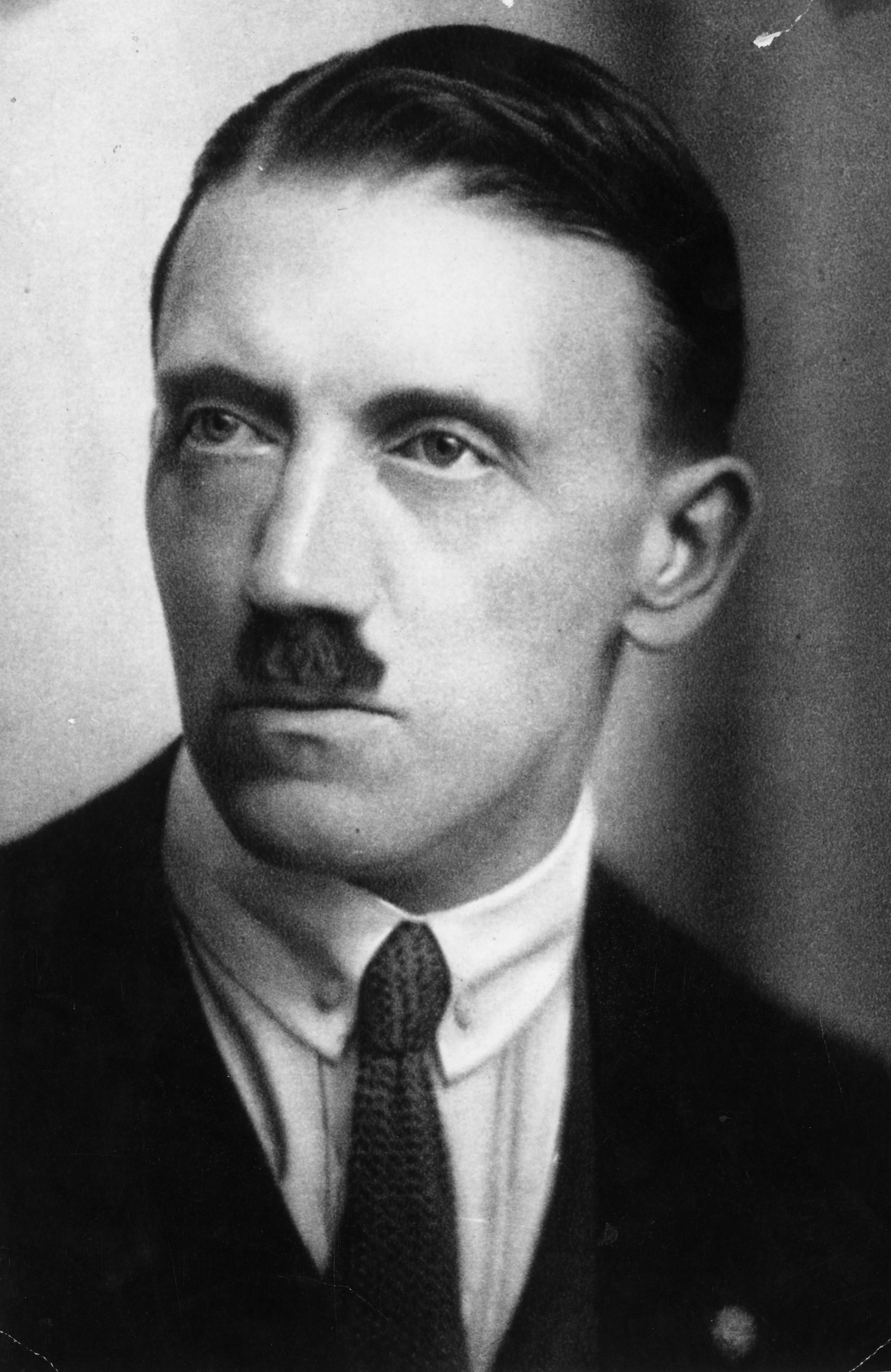
Гітлер
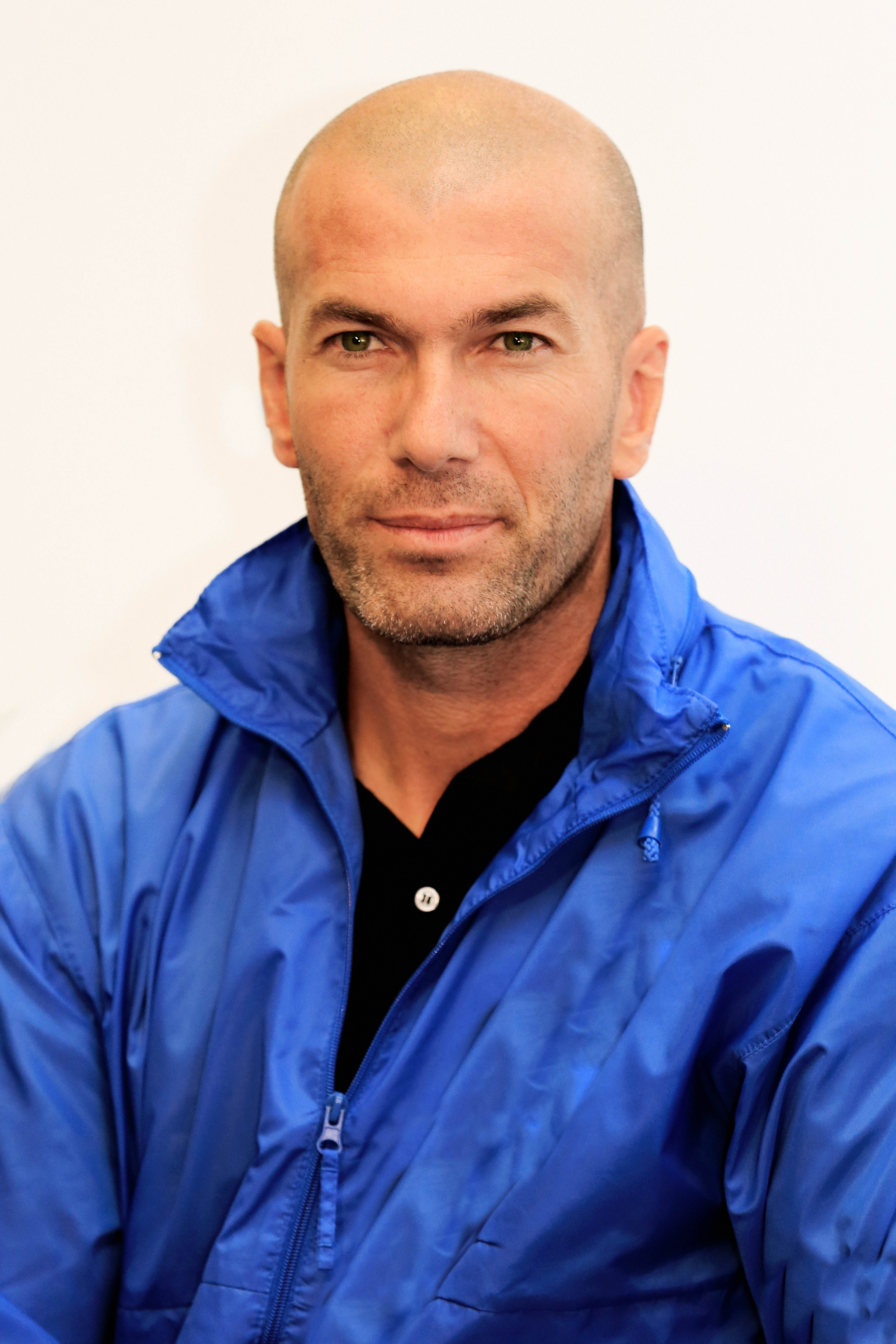
Зідан
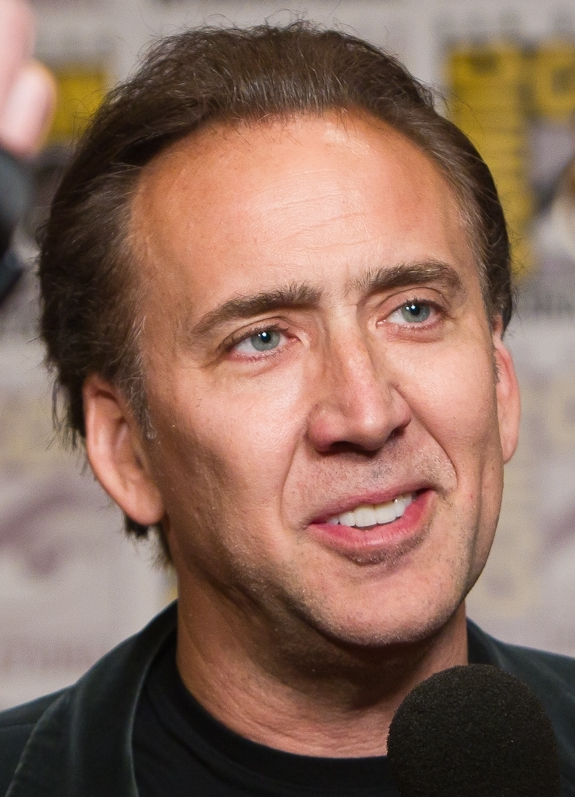
Кейдж (Коппола)
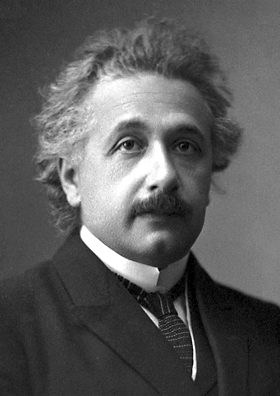
Ейнштейн
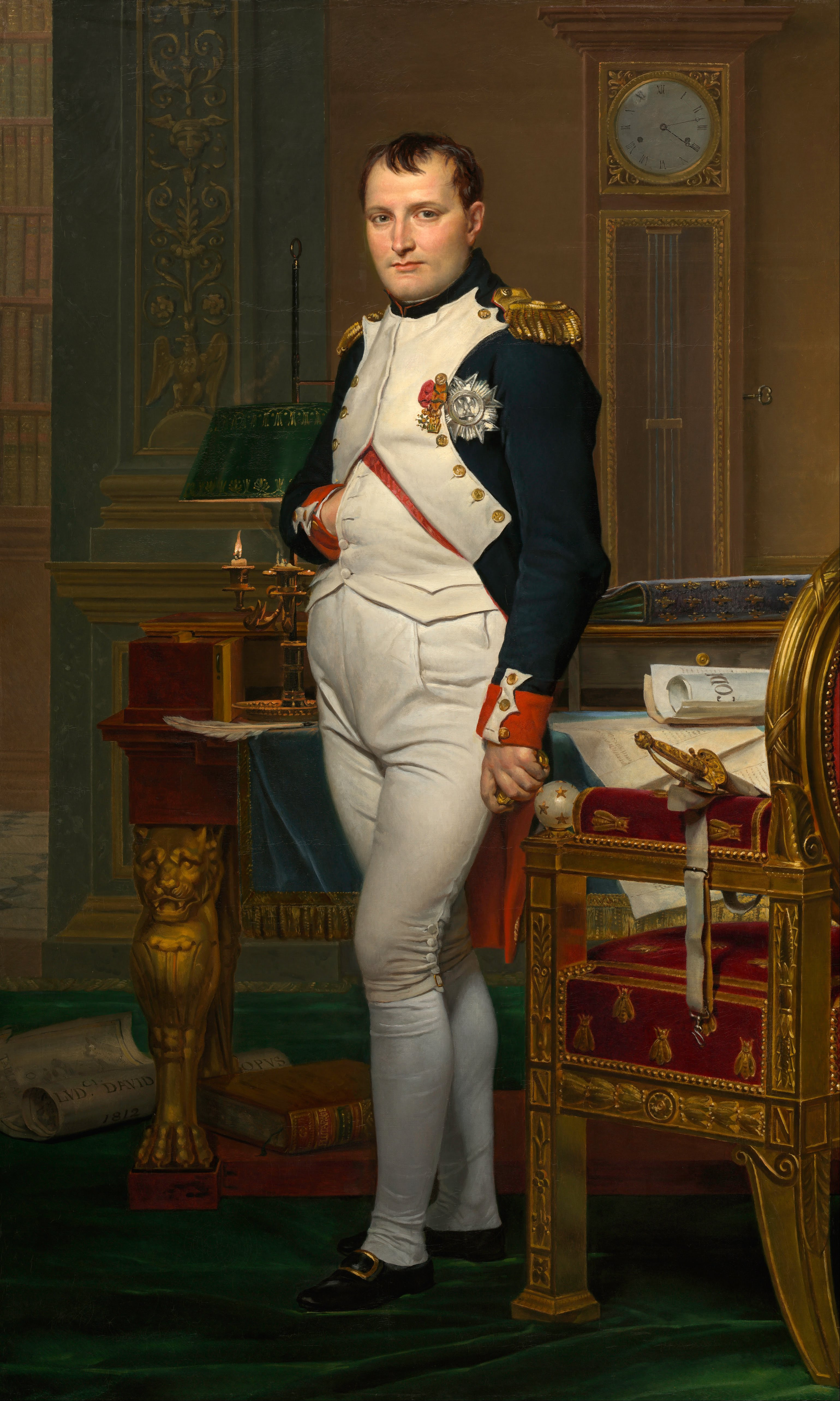
Бонапарте
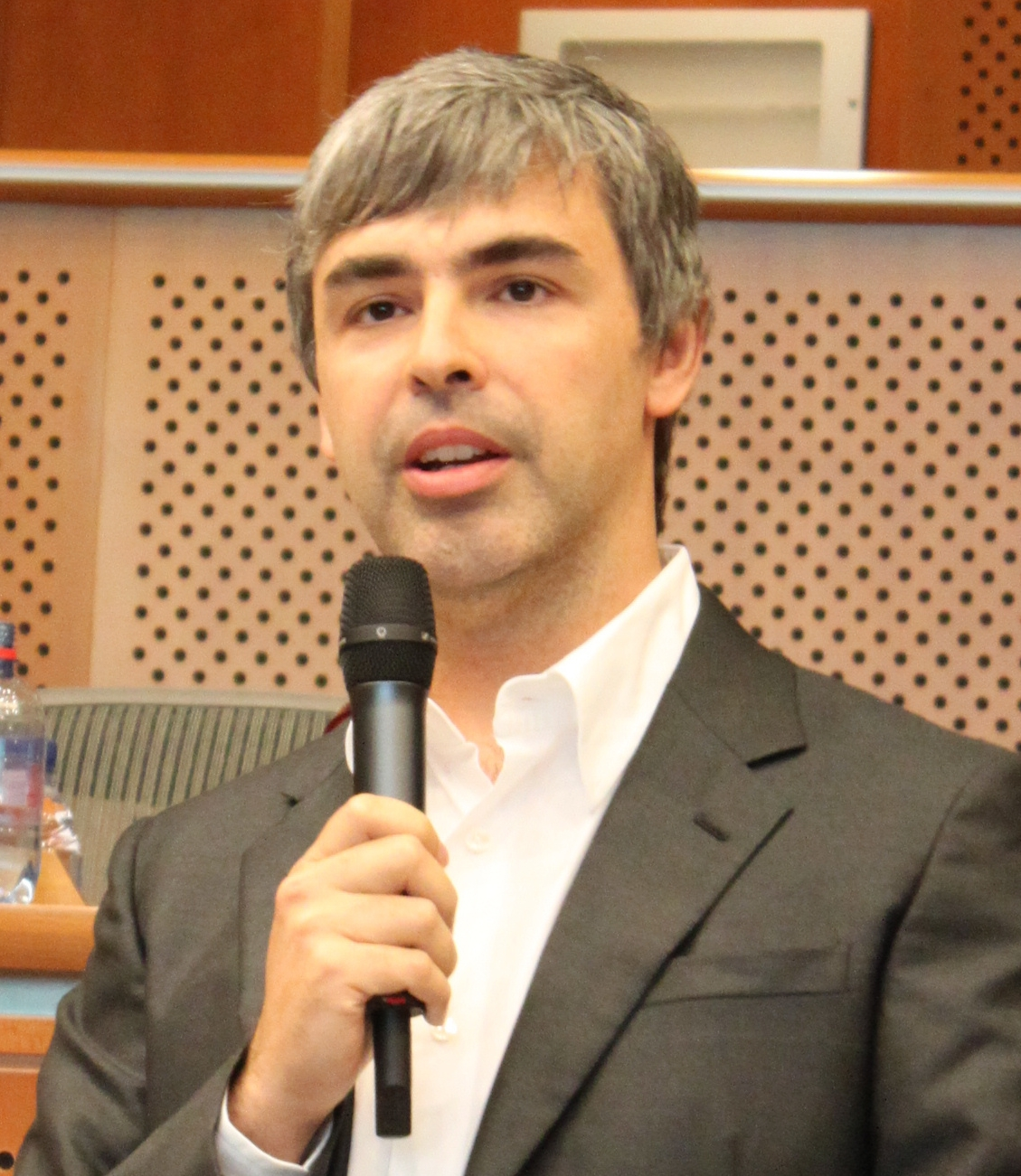
Пейдж
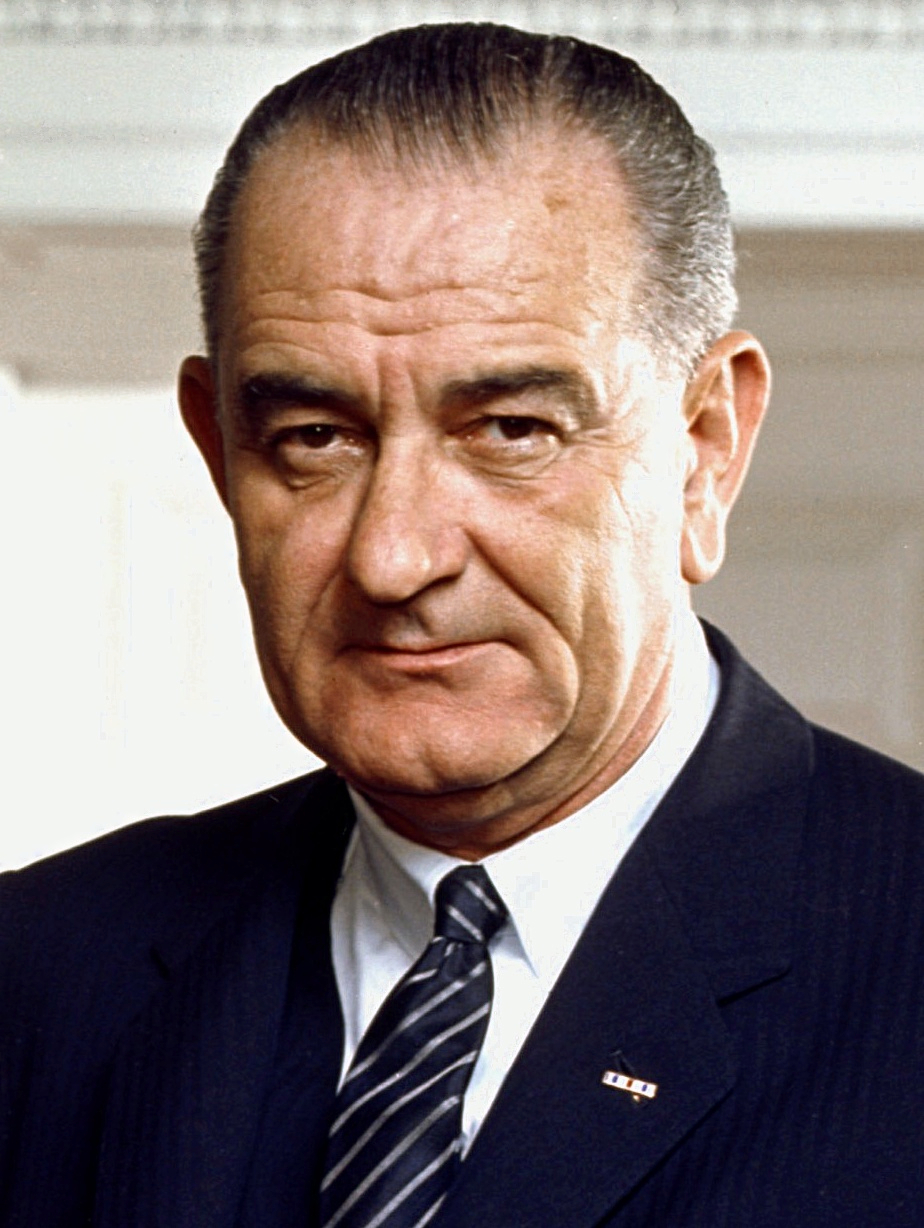
Джонсон
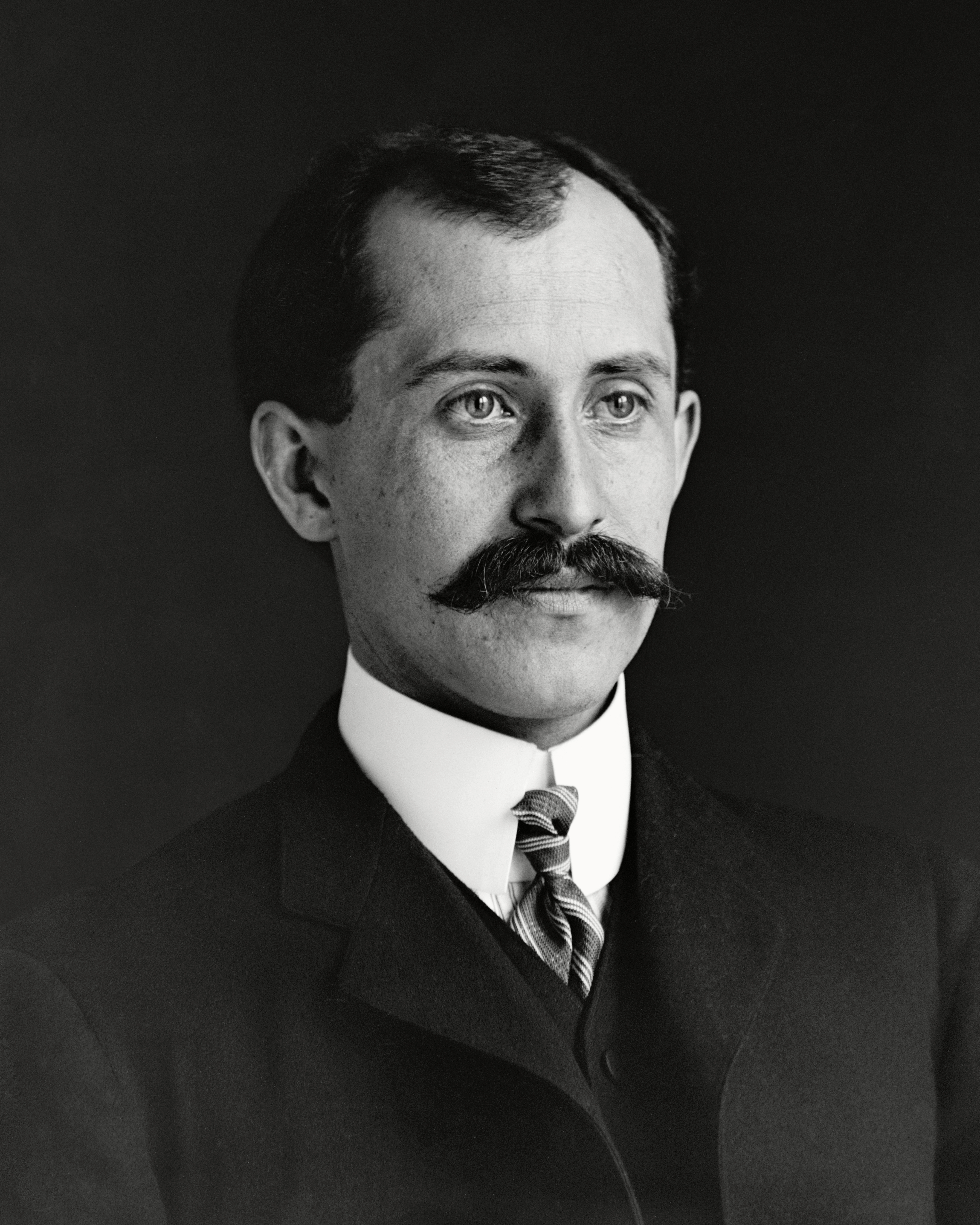
Орвил Райт
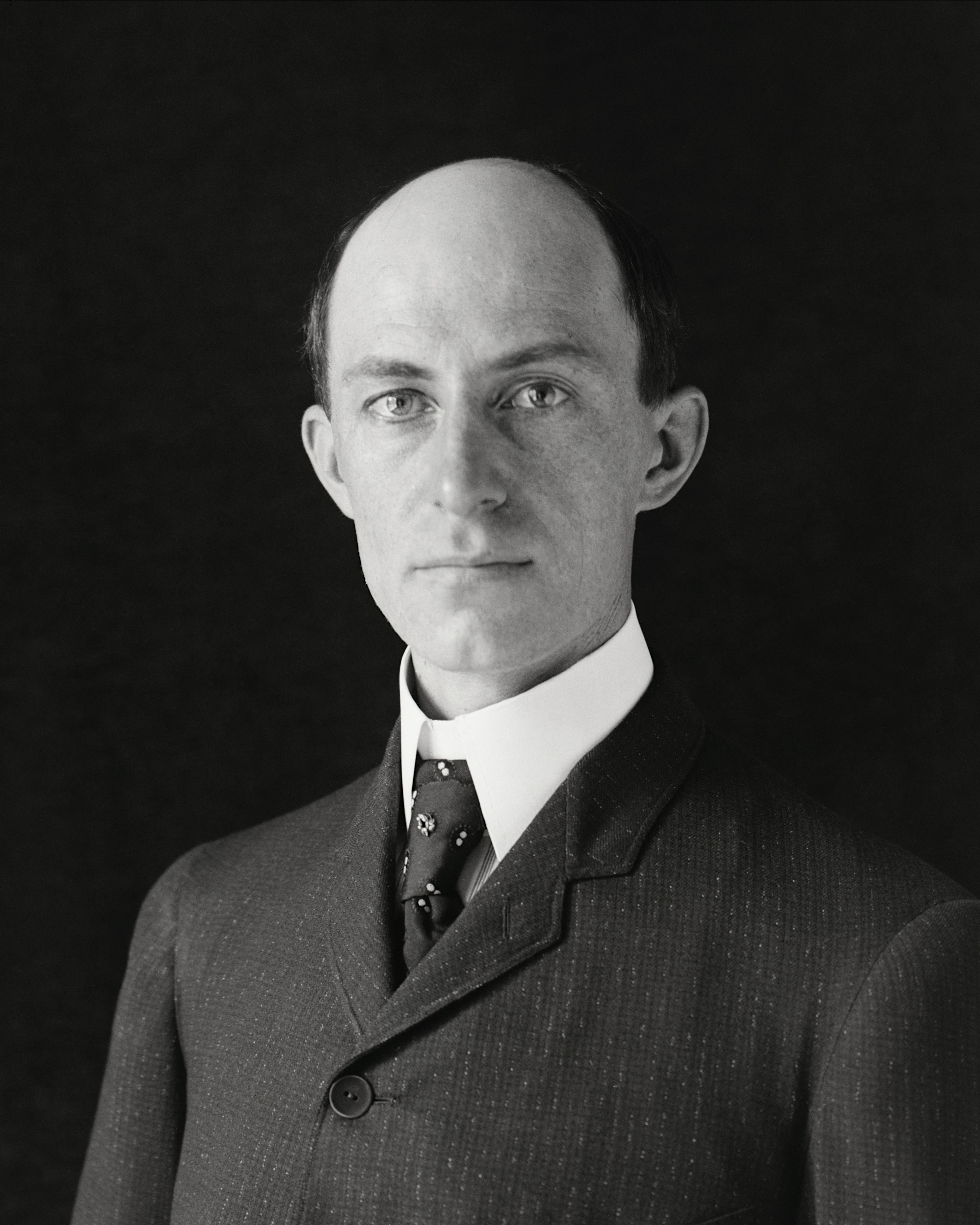
Вилбур Райт
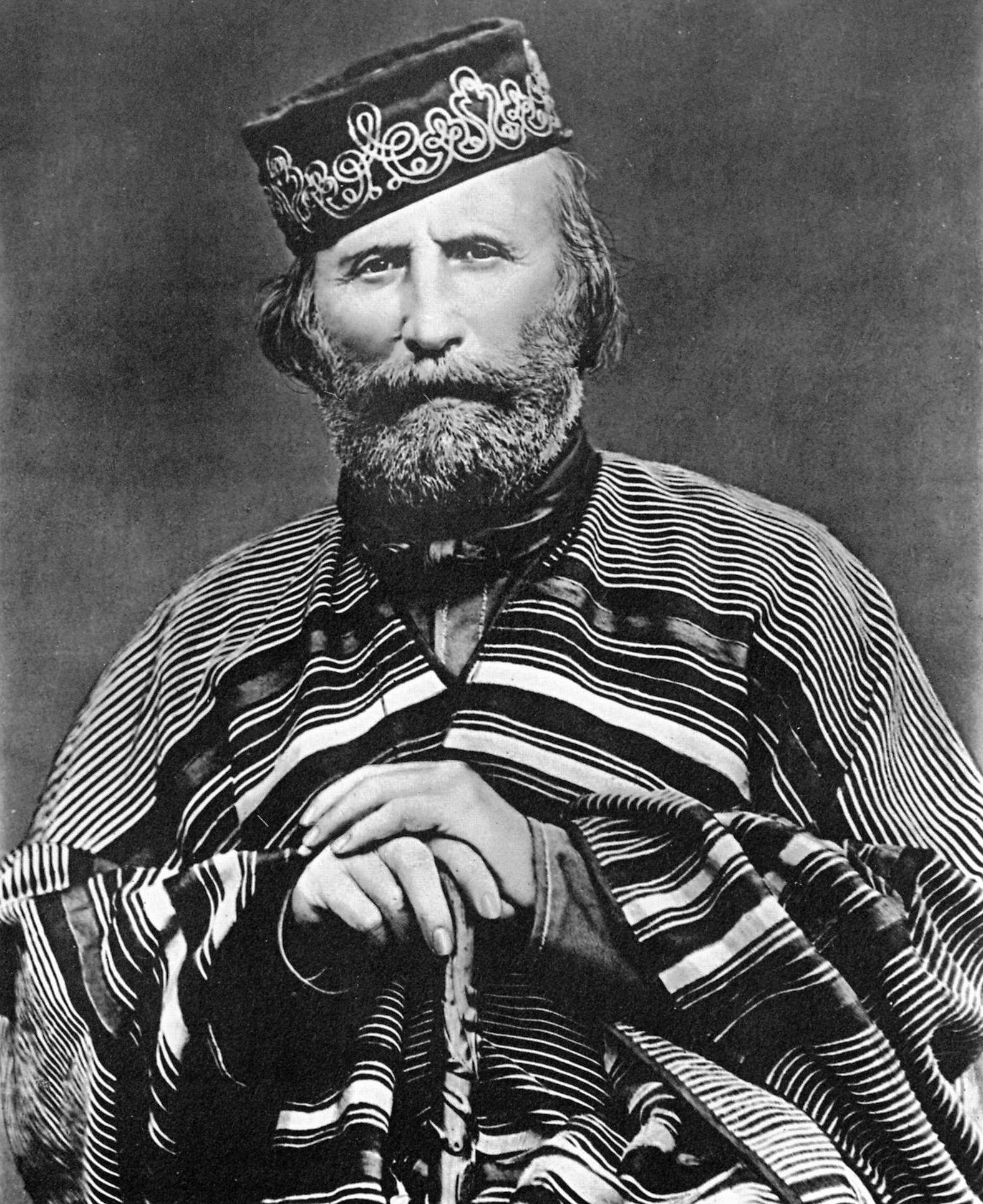
Гарібальді